# Opération Renaissance (opérations militaires)
Cet article concerne des opérations militaires. Pour l'émission de télévision française, voir Opération renaissance.
Les opérations Renaissance sont les opérations des Forces armées canadiennes (FAC) effectuées sous le plan de contingence Renaissance. Il s'agit d'un plan d'opération des FAC pour le déploiement rapide de troupes à l'extérieur du Canada à la demande du gouvernement du Canada.

## Opération Renaissance 13-1
L'opération Renaissance 13-1 est la contribution des Forces armées canadiennes à l'aide humanitaire en Philippines à la suite du typhon Haiyan en novembre 2013. Le déploiement de militaires canadiens dans le cadre de cette opération a commencé le 13 novembre 2013 et la mission a officiellement été close le 15 décembre 2013. À son apogée, l'opération comprenait 319 militaires canadiens de l'Équipe d'intervention en cas de catastrophe.